# 奧爾德里奇 (阿拉巴馬州)
奧爾德里奇（英語：Aldrich）是一個位於美國阿拉巴馬州謝爾比縣的非建制地區。該地的面積和人口皆未知。

## 地理
奧爾德里奇的座標為33°06′27″N 86°53′28″W / 33.10750°N 86.89111°W，而該地的平均海拔高度為139米（即456英尺）。